# Stadskerk (Ludwigsburg)
De Stadskerk van Ludwigsburg (Duits: Stadtkirche Ludwigsburg) is een protestants kerkgebouw in de binnenstad van Ludwigsburg (Badden-Württemberg).

## Geschiedenis
De kerk werd in de jaren 1718-1726 als barokke preekkerk aan de westelijke kant van het Marktplatz gebouwd. Al in 1720, dus nog voor de voltooiing van de kerk, werd het ambt van een torenblazer ingesteld, dat ook nu nog bestaat.  

## Orgel
Van bijzonder belang is het orgel, dat in het jaar 1859 door de orgelbouwer Eberhard Friedrich Walcker uit Ludwigsburg werd gebouwd. Het orgel werd in 1889 van een nieuwe, nog altijd bestaande orgelkas voorzien. Het instrument werd in de loop der tijd herhaaldelijk gereviseerd en vergroot. 
In 1906 werd het orgel van 31 naar 51 registers vergroot en van pneumatische tracturen voorzien. In 1960 verving men de oorspronkelijke kegelladen door nieuwe windladen, bovendien voegde men een rugpositief toe en in verband met een dispositiewijziging werd een aanzienlijk deel van het pijpwerk verwijderd.        
In het kader van de restauratie van de Stadskerk werd ook het orgel gerestaureerd en zoveel mogelijk in de oude staat hersteld. Het rugpositief werd weer verwijderd en tussentijds verwijderde registers werden gereconstrueerd. Ook de techniek werd in de stijl van het orgelbouwbedrijf Walckers gereconstrueerd. De registers werden weer gedeeltelijk op mechanische kegelladen en gedeeltelijk op sleepladen opgesteld. Alle manualen werden met barkermachines uitgerust. Tegenwoordig heeft het orgel 51 registers verdeeld over drie manualen en pedaal. De speeltracturen zijn mechanisch, de registertracturen elektrisch. 

## Klokken
De Stadskerk bezit zeven klokken. In de noordelijke toren hangt de historische Herzog-Eberhard-Ludwig-Glocke uit 1726, die werd gegoten door Gottlieb Korn en Leonhard Ernst te Ulm. De klok heeft de slagtoon C, een doorsnee van 1,50 meter en een gewicht van 2.150 kg. Deze klok wordt geluid op zon- en feestdagen. 
In de zuidelijke toren hangen vier klokken uit de gieterij Kurtz te Stuttgart: de Betglocke (de klok die dagelijks drie keer oproept tot gebed) met de slagtoon es´ uit 1952, de Kreuzglocke (de klok die van maandag tot zaterdag luidt om te herinneren aan het sterven van Jezus) met de slagtoon g´, de Zeichenglocke (de klok die luidt ten teken dat de dienst begint) met de slagtoon b´ en de Taufglocke (de klok die luidt tijdens het dopen) met de slagtoon c´´, die alle vier werden gegoten in 1957.
Dan zijn er nog twee slagklokken in de lantaarn van de zuidelijke toren, die steeds op de kwartieren slaan. De kleinere klok met een doorsnee van 37 cm. is uit 1657 en werd gegoten door Hans Diebold Allgeyer te Ulm, de grotere klok kent een doorsnee van 48 cm. is van 1716 en werd gegoten door Christian Günther te Königsbronn. Het is niet bekend of deze klokken eerder ergens anders hingen en hoe ze in de Stadskerk terechtkwamen.